# Шимчук В'ячеслав Федорович
В'ячеслав Федорович Шимчук — молодший сержант Національної гвардії України, учасник російсько-української війни. Майстер спорту України. Герой України (2025, посмертно).

## Життєпис
Майстер спорту України, член національної збірної команди України зі спортивного орієнтування.
З початком повномасштабного російського вторгнення воював у складі 13 бригади Національної гвардії «Хартія». 
Брав участь у бойових діях в Стельмахівці, Бахмуті, Серебрянському лісі, також на Харківщині.
Загинув 26 липня 2024 року в районі села Липці на Харківщині.

## Нагороди
- Звання Герой України з удостоєнням ордена Золота Зірка (26 лютого 2025, посмертно) — за особисту мужність і героїзм, виявлені у захисті державного суверенітету та територіальної цілісності України, самовіддане служіння Українському народові[4].
- медаль «Захиснику Вітчизни» (14 березня 2023) — за особисту мужність і самовіддані дії, виявлені у захисті державного суверенітету та територіальної цілісності України[5].

## Вшанування
У Харкові на будівлі закладу, де вчився герой,  буде встановлено меморіальну дошку пам'яті молодшого сержанта Шимчука В. Ф.